# Robert Donat
Friedrich Robert Donat (ur. 18 marca 1905 w Withington, zm. 9 czerwca 1958 w Londynie) – angielski aktor polskiego pochodzenia.

## Filmografia
- That Night in London (1932)
- Men of Tomorrow (1932)
- Cash (1933)
- Prywatne życie Henryka VIII / The Private Life of Henry VIII. (1933)
- The Count of Monte Cristo (1934)
- 39 kroków / The 39 Steps (1935)
- The Ghost Goes West (1935)
- Knight Without Armour (1937)
- The Citadel (1938)
- Goodbye, Mr. Chips (1939)
- The Young Mr. Pitt (1942)
- The New Lot (1943)
- Sabotage Agent (1943)
- Perfect Strangers (1945)
- Captain Boycott(1947)
- The Winslow Boy (1948)
- The Cure for Love (1950)
- The Magic Box(1951)
- Lease of Life (1954)
- The Inn of the Sixth Happiness (1958)

Nagrody i nominacje
- 1939- Nominowany do Oscara za film The Citadel (1938)
- 1940- Oscar za film Goodbye, Mr. Chips (1939)
- 1955- Nominowany do BAFTA Film Award za film Lease of Life (1954)
- 1959- Nominowany do Złotego Globu za film The Inn of the Sixth Happiness (1958)